# José de Yanguas Messía
José María Yanguas y Messía (Linares, Jaén, 25 de febrero de 1890-Madrid, 30 de junio de 1974) fue un jurista, diplomático y político español, experto en derecho internacional. Ocupó la cátedra de esta disciplina en la Universidad de Valladolid y en la Universidad Central de Madrid. Fue miembro de diversas organizaciones e institutos de Derecho Internacional, entre ellos el Institut de Droit International y la Academia de Derecho Internacional de La Haya. Ostentó el título de duodécimo vizconde de Santa Clara de Avedillo.
Durante su carrera política fue diputado a Cortes por el distrito de Baeza, primero como independiente y en unas elecciones posteriores, como miembro del Partido Conservador. Más tarde, durante el Directorio civil de la dictadura de Primo de Rivera, desempeñaría los cargos de ministro de Estado (1925-1927) y de presidente de la Asamblea Nacional Consultiva (1927-1929). Como diplomático, fue embajador de España ante la Santa Sede durante la dictadura franquista (1938-1942). Defensor del regreso de la Monarquía y de la entrada de España en la Comunidad Europea, moriría antes de que ambas cosas sucedieran.

## Biografía

### Jurista y experto en derecho internacional
Nació el 25 de febrero de 1890 en la ciudad jiennense de Linares, estudió derecho en el  Real Colegio de Estudios Superiores de El Escorial y en la Universidad Central de Madrid, donde se licenció en 1911. Yanguas Messía, que también obtuvo el premio Montalbán, se graduó como Doctor en Derecho al año siguiente, con solo veintidós años. De 1913 a 1914, trabaja en la Biblioteca de la Facultad de Derecho de París, donde atiende los cursos de los profesores Renault, Weiss y Pillet en París, becado por la Junta de Ampliación de Estudios. 

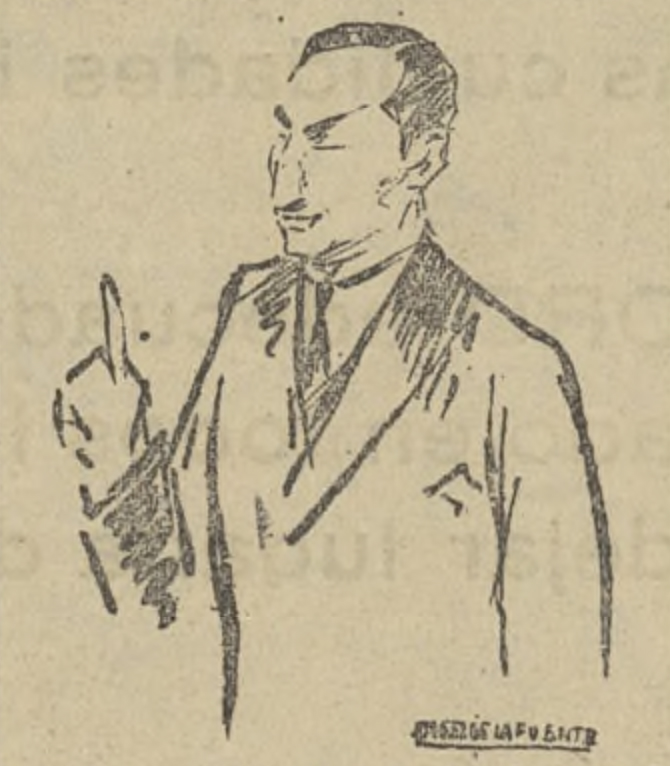
Retratado en su etapa como ministro de Estado durante la dictadura de Primo de Rivera (El Liberal, 1926)

Con solo veintiocho años obtuvo la Cátedra de Derecho internacional en la Universidad de Valladolid (1918), para ocupar posteriormente la de la misma disciplina en la Universidad Central de Madrid. 
El 22 de marzo de 1931, tras el advenimiento de la Segunda República, pidió la excedencia voluntaria de la cátedra "para verse libre de persecuciones y molestias que contra él habían de producirse en razón a sus conocidas opiniones y actuaciones políticas”. Durante su excedencia en París, de 1931 a 1934, estudió con La Pradelle, Niboyet y Le Fur.
Con la nueva Ley de Amnistía de mayo de 1934, Yanguas pudo regresar a España, y se inició el debate de su incorporación a la Cátedra de Derecho Internacional Privado (en 1932, la Cátedra se había dividido en las especialidades Público y Privado), cuyas oposiciones estaban en ese momento en curso. El profesor Augusto Barcia Trelles describe cómo "en los días posteriormente inmediatos al regreso de Yanguas, una manifestación de estudiantes universitarios se apostó frente al domicilio de Yanguas, instándole a que hiciera acto de presencia en el balcón, pronunciándose los estudiantes requerientes, con decidido y unánime entusiasmo, en apoyo de la reposición de Yanguas a su cátedra".
Pero el apoyo a dicha reposición no era solo de los estudiantes, sino también de los sectores políticos, independientemente de su ideología. Lo comenta nuevamente el Profesor Barcia Trelles: "Coetáneamente al regreso de Yanguas a España en 1934, se registró un hecho a la vez que trascendente y, según nuestro parecer, inédito en los anales universitarios españoles: en el Congreso de los Diputados se plantea un problema respecto del cual emiten su parecer representantes de todos los sectores políticos de la Cámara, desde los tradicionalistas hasta los socialistas; unos y otros abogan por la reposición de Pepe Yanguas a la Cátedra de Derecho internacional privado". Finalmente, Yanguas accedió a dicha cátedra ese mismo año, puesto que compaginó con un curso de diez lecciones en la Universidad de Lovaina, en la Cátedra de Bonnevie, y varias conferencias en el Institut de Droit Comparé de la Facultad de Derecho de París.
Dos años después, el 18 de agosto de 1936, fue desposeído de su cátedra, tras el estallido de la guerra civil, al ser relacionado con el bando sublevado.
Durante su etapa como embajador ante la Santa Sede, Yanguas impartió también un curso en la Universidad de Bolonia.
Adicionalmente a sus labores docentes, Yanguas ocupó los siguientes cargos:
- Suplente y asesor jurídico de la representación de España en la Asamblea de la Sociedad de Naciones (4/11/1920, 5/9/1921 y 21/8/1922).
- Juez del Tribunal Permanente de Arbitraje de La Haya (1925).
- Asociado del Institut de Droit International desde 1923, del que fue vicepresidente de 1936-37, presidente de 1954 a 1956 y miembro de honor desde 1973.
- Presidente y cofundador del Instituto Hispano-Luso-Americano de Derecho Internacional desde su creación en 1951, siendo reelegido para el cargo en 1953, 1956 y 1970.
- Miembro de la Real Academia de Ciencias Morales y Políticas desde 1941, y presidente desde 1962.
- Miembro de la Real Academia de Jurisprudencia y Legislación desde 1943.
- Presidente de la Comisión de conciliación ítalo-británica (1955).
- Miembro de la Comisión permanente de conciliación franco-finlandesa (1957).
- Miembro del Curatorium de la Academia de Derecho Internacional de La Haya desde 1959, siendo el primer español en la historia que alcanzaba ese puesto.
- Presidente de la Comisión permanente de conciliación ítalo-suiza (1960).
- Miembro e impulsor de la Asociación Francisco de Vitoria del CSIC.
- Miembro del Consejo Privado de don Juan de Borbón.

Adicionalmente, como experto en Derecho Internacional, participó en la resolución de los siguientes conflictos:
- Reclamaciones inglesas (53) sobre el protectorado español de Marruecos (1923).
- Estudio con una comisión portuguesa de los aprovechamientos hidráulicos del tramo internacional del Duero (1927).
- Detención en el puerto de Argel de 3 buques holandeses que iban a la península (1927).
- Litigio con EE. UU. por los buques de guerra italianos internados en puertos españoles durante la Segunda Guerra Mundial.

### Político

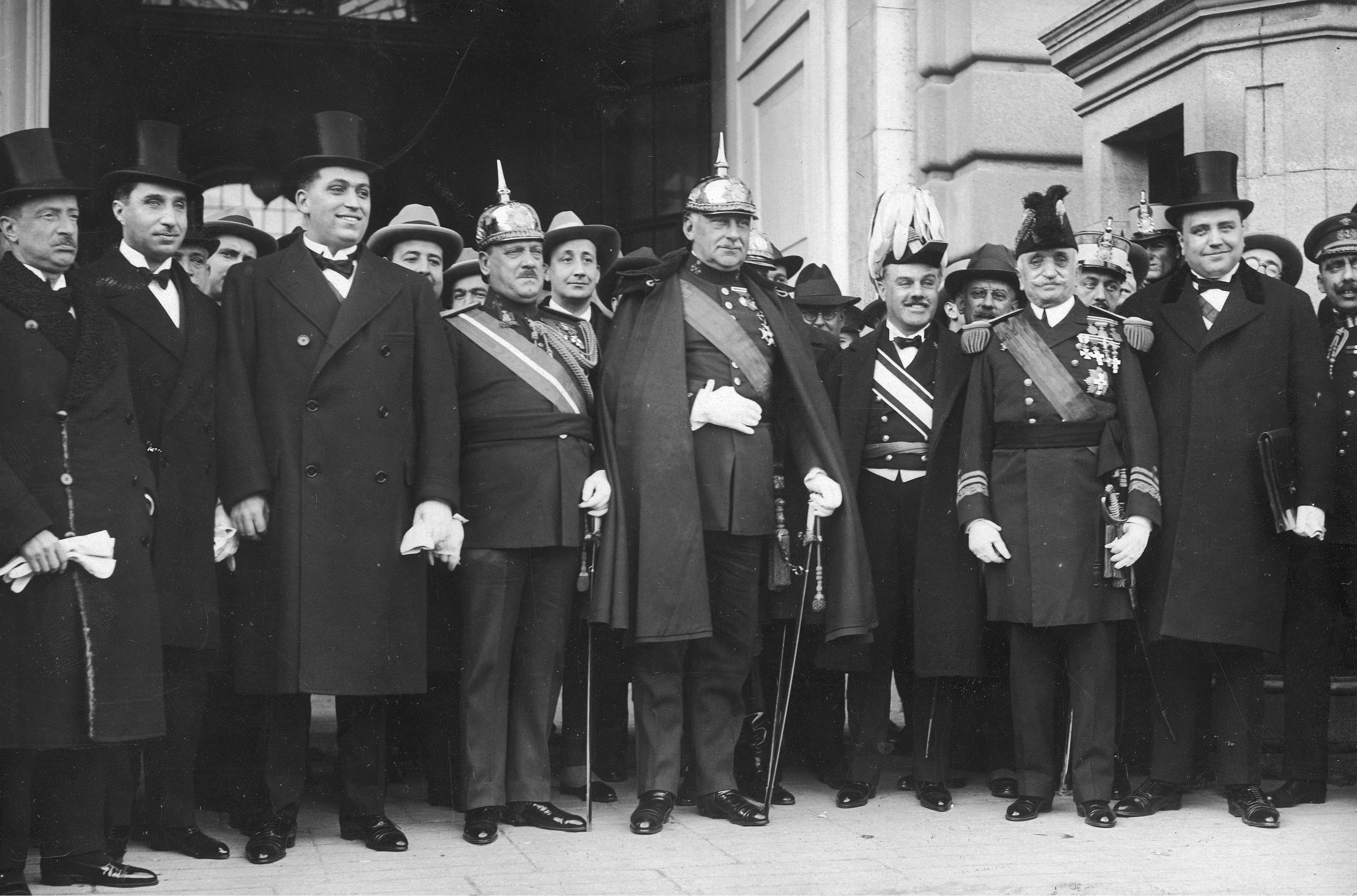
Los miembros del directorio civil de Primo de Rivera en diciembre de 1925. En primera fila, de izquierda a derecha, Eduardo Callejo (Instrucción Pública), José Yanguas (Estado), José Calvo Sotelo (Hacienda), Severiano Martínez Anido (Gobernación), Miguel Primo de Rivera (presidente), conde de Guadalhorce (Fomento), Honorio Cornejo (Marina) y Eduardo Aunós (Trabajo).

Obtuvo acta de diputado por la circunscripción de Jaén en las elecciones de 1921 a las que se presentó como independiente, y en las elecciones de 1923 a las que concurrió en el seno del Partido Conservador. A pesar de no tener adscripción partidista, fue ministro de Estado entre el 3 de diciembre de 1925 y el 20 de febrero de 1927, dimitiendo del cargo por considerar que Primo de Rivera se inmiscuyó en los asuntos de Marruecos, que eran responsabilidad de su ministerio. Más tarde ocuparía el puesto de presidente de la mesa de la Asamblea Nacional entre el 10 de octubre de 1927 y el 6 de julio de 1929, y como tal coordinó la creación de un anteproyecto de constitución (17 de mayo de 1929), cuya entrada en vigor se aplazó a pesar de la insistencia de Yanguas.
Durante estos años Yanguas Messía llegó a ser propietario de varios periódicos editados en su localidad natal. En 1922 fundó La Información, diario de escasa audiencia que actuó como órgano de expresión personal y que acabaría teniendo una corta existencia, desapareciendo en 1924. Al año siguiente puso en marcha un nuevo proyecto, el Diario Regional, periódico de ámbito local que al igual que el anterior funcionó como un órgano personal. Continuaría publicándose durante todo el periodo de la Dictadura de Primo de Rivera. Tras la desaparición en 1931 del Diario Regional, Yanguas pasó a controlar un nuevo periódico linarense, El Día, aunque por poco tiempo.

#### Segunda República
Con la llegada de la Segunda República, fue condenado por el recién constituido Tribunal de Responsabilidades Políticas del Congreso de los Diputados por su colaboración con la Dictadura de Primo de Rivera, viéndose forzado a refugiarse en Lisboa y más tarde en Francia. Regresó a España finalmente en 1935 tras la aprobación de la Ley de Amnistía un año antes y tras una sentencia de 30 de abril de 1934 de la Sala Segunda del Tribunal Supremo que le aplicaba a él y a Calvo Sotelo la amnistía por "haberse presentado al cónsul español en París".
Sobre la proclamación de la Segunda República Española de 1931 escribió poco después de terminada la guerra civil española (1936-1939):

Día aciago para España. Día en que la acción hipócrita y tenebrosa del frente revolucionario, protegido por fuerzas ocultas internacionales, consumó la gran traición a España, decretada por las logias masónicas y por el Kremlin de Moscú... La República... venía a cumplir la consigna extranjera de destruir a España en su cuerpo y en su espíritu, entregándola a las fuerzas disgregadoras y corrosivas del separatismo político y el comunismo marxista. La "República de trabajadores de todas clases" no era sino un puente intermedio para pasar a la otra orilla: la del Soviet.

Tras los asesinatos de José del Castillo y Calvo Sotelo, un policía avisó a Yanguas de que la vida del conde de Vallellano corría peligro por las acusaciones de complicidad sobre dichos asesinatos que había efectuado al Gobierno. Yanguas mandó preparar un coche y ayudó a Vallellano a salir de Madrid, alojándolo en la finca de Mozarvitos, propiedad de su cuñado, Antonio Pérez de Herrasti y Orellana, marqués de Albayda, y situada en Salamanca, cerca de la frontera con Portugal. De regreso a Madrid, se encontró en el Hotel Inglés de Ávila, donde había parado a comer, con José María Albiñana, que iba en la misma dirección, y Antonio Goicoechea que venía de allí y recomendó a ambos no ir. Albiñana no hizo caso y fue detenido en Puerta de Hierro y más tarde asesinado por los comunistas y anarquistas que asaltaron la Cárcel Modelo. Yanguas iba a haber hecho lo mismo, pero en ese momento apareció su mujer Rosario, que había alquilado un coche, y ambos pusieron rumbo nuevamente a Salamanca, salvando posiblemente su vida.
Durante el franquismo fue procurador en Cortes nato por su condición de consejero nacional durante la I Legislatura de las Cortes Españolas (1943-1946).

### Diplomático
Durante la Guerra Civil, después de que la Santa Sede reconociera al gobierno franquista, fue nombrado embajador ante esta en 1938. Gestionó la recuperación del concordato de 1851, y tuvo que solucionar el malestar creado por la negativa de Serrano Súñer a ver al papa durante su parada en Roma en 1940. Ocupó el cargo hasta 1942.

### Monárquico y europeísta
Monárquico convencido, en 1943, junto con otras personalidades, dirigió un escrito al jefe del Estado en el que se pedía la restauración de la Monarquía, como instrumento de suprema conciliación entre los españoles. Dicho escrito provocó el cese de los firmantes que entonces eran consejeros nacionales.
Su prestigio como jurista internacional, su manifiesta convicción monárquica y sus buenas relaciones con la Santa Sede de su época de embajador le posesionaron como el mediador ideal ante las dificultades formales suscitadas en la boda de Juan Carlos de Borbón con doña Sofía, por la distinta confesionalidad de los contrayentes, asunto que resolvió de manera satisfactoria para todas las partes implicadas.
Fue también un ferviente defensor de la entrada de España en la Comunidad Europea, manifestándose a favor de una Europa unida incluso mucho antes de que el proyecto de mercado común existiese.

## Título nobiliario
En 1929 se convirtió en el XII vizconde de Santa Clara de Avedillo.

## Obras
Fue autor de los siguientes libros de Derecho Internacional:
- La expansión colonial en África y el estatuto internacional de Marruecos (Madrid, 1915)
- España y la Sociedad de Naciones (Valladolid, 1919)
- El hispanoamericanismo en Ginebra (Madrid, 1923)
- La doublé nationalité en Amérique (Revue de Droit International et législation comparée, Bruselas, 1925)
- Las tres reglas de oro de la guerra del maestro Vitoria (Anuario de la Asociación Francisco de Vitoria, volumen II, 1929-30)
- Quiebra y restauración del Derecho Internacional (Madrid, 1941)
- Derecho Internacional Privado. Parte general (Madrid, 1944)
- La cuestión de los buques de guerra italianos internados en los puertos españoles (1943-1945) (Madrid, 1950)
- España ante la Unidad Europea (Madrid, 1959)

Conferencias publicadas
- Concepto cristiano de la propiedad (Madrid, 1916)
- El Concordato entre España y la Santa Sede (Madrid, 1934)
- Las doctrinas de la escuela clásica española de Derecho de Gentes (Curso en la Universidad de Lovaina, 1935)
- Las modernas teorías nacionalistas e internacionalistas en Derecho Internacional Privado (Curso en la Federación de Asociaciones españolas de Estudios Internacionales, Madrid, 1935)
- Beligerancia, no intervención y reconocimiento (Salamanca, 1938)
- La unidad de Europa: el progreso de la unión europea. Tres aspectos de la Unión Europea (Madrid, 1949)
- El momento internacional (Bilbao, 1955)
- Los estados desunidos de Europa (Madrid, 1957)
- El clima político de ayer y de hoy en África (El Escorial, 1959)
- Aspectos jurídicos y políticos de la utilización del espacio ultraterrestre (Madrid, 1959)

Ponencias
- Los conflictos de leyes en mataría de contratos de trabajo (IDI)
- La influencia de las condiciones demográficas en la reglamentación de los conflictos de leyes (IDI)
- Quiebra y restauración del Derecho Internacional (RACMP)

Otras obras de las que fue autor o coautor
- Programa de Derecho Internacional Privado en la Facultad de Derecho de la Universidad de Madrid. Curso 1934-35, Madrid, 1934
- Calvo Sotelo en el destierro (Madrid, 1942)
- Centenario de Fray Francisco de Vitoria (Madrid, 1946)
- Pío XII y el orden Internacional (Madrid, 1960)
- El santo español Ignacio de Loyola. Fundador y legislador (discursos) (Madrid, 1962)
- Don José Félix de Lequerica. In memoriam (Madrid, 1963)
- Necrología de Don León Martín Granizo (Madrid, 1964)
- Alfonso XIII. Anecdotario y romance al rey muerto por Agustín de Foxa (Madrid, 1965)

## Reconocimientos
- Gran Cruz de la Orden de Carlos III (1960)[17]